# Кибби, Роджер
Роджер Рис Кибби (англ. Roger Reece Kibbe; 21 мая 1939 — 28 февраля 2021) — американский серийный убийца, совершивший в период с 11 сентября 1977 года по 17 сентября 1987 года серию из как минимум 7 убийств девушек и женщин, сопряжённых с изнасилованиями на территории округа Сакраменто, штат Калифорния. Тела своих жертв Роджер Кибби сбрасывал недалеко от города Сакраменто рядом с межштатной автострадой I-5, благодаря чему получил прозвище «Душитель с автострады I-5» (англ. «I-5 strangler»). Свою вину Кибби полностью признал. В 2009 году он был осужден и приговорен к нескольким срокам в виде пожизненного лишения свободы без права на условно-досрочное освобождение. Был убит в тюрьме сокамерником 28 февраля 2021 года.

## Биография
Роджер Рис Кибби родился 21 мая 1939 года на территории округа Сан-Диего, (штат Калифорния). Имел несколько братьев и сестер. В начале 1940-х годов его отец был призван в ВМС США и в дальнейшем принимал участие в воздушно-морских сражениях Второй мировой войны. Во время отсутствия отца Кибби и его братья подвергались издевательствам и физической агрессии со стороны своей матери, вследствие чего Роджер в раннем возрасте получил психологическую травму. Осенью 1945 года его отец вернулся с войны, после чего семья переехала в город Чула-Виста (штат Калифорния), где Роджер Кибби провел свои детские и юношеские годы. Он посещал школу Chulla Vista High School. В этот период у Роджера были выявлены последствия психологической травмы, перенесенной в раннем детстве. Он страдал заиканием и не обладал общей способностью к обучению, благодаря чему имел трудности с чтением и письмом. В силу интровертности он имел проблемы с коммуникабельностью, по причине чего не был популярен в округе среди сверстников и заслужил репутацию социального изгоя. В школьные годы Роджер стал проявлять склонность к клептомании, благодаря чему в 1954 году впервые был арестован за совершение кражи. Он часто подвергался физическим нападкам со стороны других учеников, по причине чего в старших классах стал злоупотреблять прогулами. В конечном итоге из-за хронических прогулов и неуспеваемости он был вынужден бросить школу в 1956 году, незадолго до окончания 11-го класса. Бросив школу, из-за отсутствия образования, Кибби несколько последующих лет был вынужден заниматься низкоквалифицированным трудом, периодически совершая кражи. В августе 1961 года он женился на 19-летней Марджори Хаус, которая родила ему дочь в июле 1962 года. В этот период вкупе с признаками клептомании он начал демонстрировать признаки сексуального фетишизма. Начиная с 1960-х он начал совершать кражи женского нижнего белья, после чего из-за фантазий, связанных с фетишизмом, стал разрезать их ножницами и совершать другие неприемлемые для него действия, которые в скором времени стали препятствием для его нормальной половой жизни, благодаря чему его жена подала на развод. В этот период он неоднократно привлекался к уголовной ответственности. В 1968 году он был условно осужден за совершение ограбления. В 1970 году Кибби был арестован за совершение кражи парашютов. Он был признан виновным, осужден и получил в качестве наказания 2 года лишения свободы. В 1972 году он вышел на свободу, после чего освоил профессию столяра, женился во второй раз и вскоре занялся предпринимательской деятельностью. В течение ряда последующих лет Роджер Кибби основал две небольшие фирмы по производству мебели в городах Серс и Окли, а также совмещал предпринимательскую деятельность с работой менеджера по аренде складских площадей в одной из компаний, расположенных в Сакраменто. Несмотря на это, доминирующее положение в браке закрепилось за его женой, которая стала презрительно относиться к Кибби и подвергать его физическим нападкам, вследствие чего он вступил с ней в социальный конфликт и стал много свободного времени проводить в обществе проституток и сутенеров. В этот период Кибби поддерживал доверительные отношения со своим младшим братом Стивеном, который работал детективом в отделе по расследованию убийств в полиции Сакраменто, благодаря чему Роджер был осведомлен о методах оперативной работы полиции, а также с действиями преступников, направленными на сокрытие следов преступлений.

## Разоблачение
Роджер Кибби был арестован в сентябре 1987 года по обвинению в нападении на проститутку. После ареста в ходе обыска его автомобиля и апартаментов были найдены ножницы и нейлоновая веревка, используемая парашютистами. К тому же Кибби и его фургон хорошо соответствовали описанию автомобиля и фотороботу преступника, который по версии следствия нес ответственность за убийства 17-летней Дарси Фрэкенпол, которая сбежала из Сиэтла и тело которой было найдено в сентябре 1987 года через три недели после того, как она была объявлена в розыск; 21-летней Лоры Рене Хидик, проститутки из города Модесто, тело которой было обнаружено возле межштатной автомагистрали I-5 к югу от Сакраменто 6 сентября 1986 года, спустя почти пять месяцев после того, как она пропала без вести; 19-летней Стефани Браун из Сакраменто, чье тело было найдено 15 июня 1986 года в дренажной канаве недалеко от города Лоди, в нескольких милях к юго-востоку от того места на межштатной автомагистрали I-5, где был найден ее автомобиль; 26-летней Чармейн Сабра из Сакраменто, которую пропала без вести 17 августа 1986 года, когда ее автомобиль сломался на межштатной автомагистрали I-5 примерно в 20 милях к югу от Сакраменто. Ее тело было найдено три месяца спустя в округе Амадор; 25-летней Карен Луизы Финч из Лоди, чья машина была найдена брошенной на сельской дороге на территории округа Сан-Хоакин 14 июня 1987 года и в совершении убийств ряда женщин, чью личность установить не удалось. В ходе расследования Кибби попал в число основных подозреваемых, но никаких обвинений ему предъявлено не было. Он был признан виновным и получил в качестве наказания 8 месяцев лишения свободы.
В апреле 1988 года, незадолго до освобождения Кибби, следствию на основании микроскопического анализа ворса нейлоновой веревки удалось установить, что на телах как минимум пятерых девушек были обнаружены ворсинки, которые совпадали с образцами ворса обивки салона его автомобиля и ворса нейлоновой веревки, которая была обнаружена среди его вещей. Отпечатки Роджера Кибби были обнаружены на одежде, которая была найдена вместе с рядом других предметов в нескольких десятках метров от места расположения трупа Дарси Фрэкенпол. Подруги убитой заявили, что найденная одежда принадлежит убитой девушке, и опознали Кибби как человека, который посадил Дарси Фрэкенпол в свой автомобиль в день ее исчезновения, после чего она исчезла. На основании этих данных Роджеру Кибби были предъявлены обвинения в убийстве Дарси Фрэкенпол.
Вердиктом жюри присяжных заседателей Роджер Кибби был признан виновным в убийстве Фрэкенпол в мае 1991 года, после чего получил в качестве наказания пожизненное лишение свободы с правом ходатайства на условно-досрочное освобождение по отбытии 25 лет заключения.
В 2000-м году на основании результатов ДНК-экспертизы была установлена причастность Кибби к остальным убийствам. В 2003 году он признался в убийстве 25-летней Кэтрин Куинонес, которая была найдена убитой 5 ноября 1986 года, и в убийстве 21-летней Лу Эллен Берли, которая считалась пропавшей без вести с 11 сентября 1977 года, после того как отправилась на собеседование с работодателем, имя которого осталось неизвестным. В причастности к исчезновению Берли Роджер Кибби никогда не подозревался, тем не менее он дал признательные показания и указал место захоронения останков девушки и впоследствии был этапирован из тюрьмы под конвоем на место указанного им захоронения для следственного эксперимента, который закончился неудачно, так как Кибби не смог вспомнить точное расположение могилы в указанной местности. Согласно показаниям Кибби, девушка согласилась встретиться с ним для собеседования с целью получения вакансии секретарши в одной из его фирм, однако Кибби заявил девушке, что в офисе его фирмы производятся ремонтные работы, и предложил ей провести собеседование в салоне его фургона. После того как Лу Берли оказалась внутри его фургона, Роджер Кибби совершил на нее нападение и связал. Он отвез ее на берег водохранилища Берриесса, где изнасиловал и задушил.
В 2004 году он отбывал наказание в тюрьме Pleasant Valley State Prison. За годы заключения он заслужил репутацию образцового заключенного и не привлекался к ответственности за нарушение правил, благодаря чему ему было разрешено подать ходатайство на условно-досрочное освобождение, которое впоследствии было отклонено. В марте 2008 года Роджер Кибби был этапирован в город Стоктон, где в окружном суде округа Сан-Хоакин ему было предъявлено обвинение в совершении 6 убийств. В сентябре 2009 года с целью избежать смертного приговора в отношении самого себя он заключил со следствием соглашение о признании вины. Он признался в совершении убийств шести девушек и женщин и заявил о намерении продолжать сотрудничество со следствием в деле обнаружения останков Лу Берли. На основании сделки с правосудием, в ноябре того же года Роджер Рис Кибб был признан виновным в совершении убийств и получил в качестве наказания шесть сроков в виде пожизненного лишения свободы без права на условно-досрочное освобождение. С помощью Кибби, который после осуждения был несколько раз этапирован на территорию округа Напа (округ), в июле 2011 года в ходе поисковых мероприятий были обнаружены останки молодой девушки, которая впоследствии была идентифицирована как Лу Берли в результате ДНК-экспертизы.

## Смерть
После осуждения Роджер Кибби был этапирован для отбытия наказания в тюрьму Mule Creek State Prison, где он провел все последующие годы жизни. 28 февраля 2021 года, в первой половине дня  Роджер Кибби был обнаружен в бессознательном состоянии на полу своей камеры одним из охранников. Во время обнаружения тела Кибби его сокамерник 40-летний Джейсон Бадроу находился в камере и совершал манипуляции над телом Кибби. 81-летний Кибби был доставлен в больницу, где умер через час. В ходе расследования пресс-служба Департамента исполнения наказаний штата Калифорния заявила, что причиной его смерти  объявлено убийство в результате конфликта между ним и Джейсоном Бадроу, в ходе которого он совершил нападение на Кибби. Сам Джейсон Бадроу c июня 2011 года также отбывал пожизненное лишение свободы без возможности условно-досрочного освобождения за совершение убийства женщины в 2010 году.